# Hackerman Ridge
Hackerman Ridge är en bergstopp i Antarktis. Den ligger i Östantarktis. Nya Zeeland gör anspråk på området. Toppen på Hackerman Ridge är 2 425 meter över havet. Hackerman Ridge ingår i Victory Mountains.
Terrängen runt Hackerman Ridge är bergig åt nordost, men åt sydväst är den kuperad.  Trakten är obefolkad. Det finns inga samhällen i närheten. 